# Ironman (sport)
L'Ironman è la definizione usata dalla Ironman Inc., azienda detentrice del marchio registrato, per indicare una delle distanze standard del triathlon, sport caratterizzato dall'insieme di tre discipline, nuoto, ciclismo e corsa. Definita dalla World Triathlon come distanza triathlon super lungo è la più dura competizione di tale sport, caratterizzata da 3,86 km di nuoto, 180,260 km in bicicletta e 42,195 km di corsa (cioè la distanza della maratona). La distanza è ben più lunga del triathlon olimpico, che misura invece 1500 m di nuoto, 40 km in bicicletta e 10 km di corsa. Nelle gare le distanze sono le stesse sia per il maschile che per il femminile.

## Caratteristiche

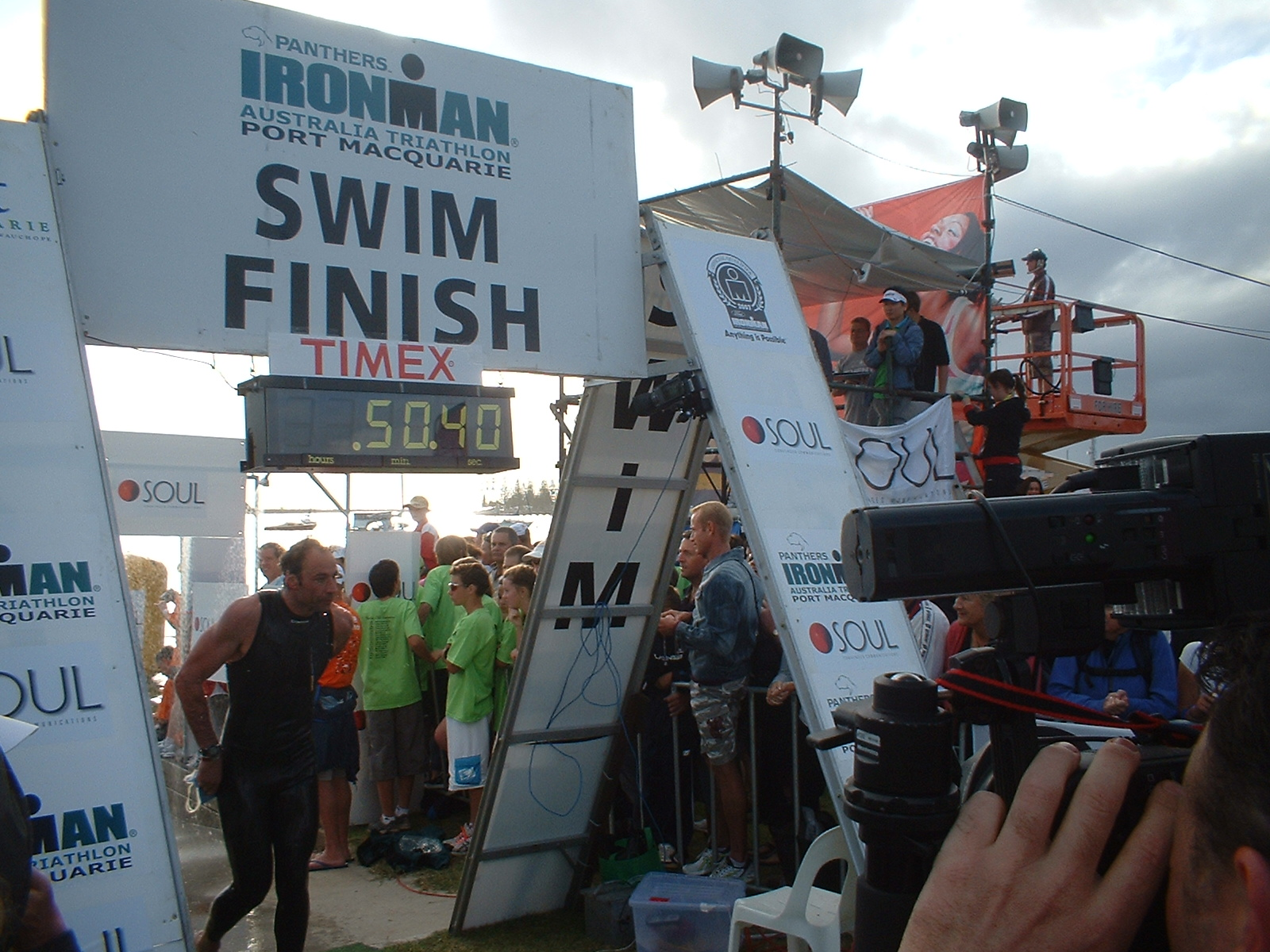
Ironman Australia: fine della frazione di nuoto

Nel triathlon (nuoto, ciclismo e corsa) questa distanza è la più lunga tra quelle previste dal regolamento della World Triathlon, ben maggiore ad esempio rispetto al triathlon olimpico.
Difatti le tre frazioni sono così divise:
- 3,860 km di nuoto (2,08 miglia nautiche)
- 180,260 km in bicicletta (112 miglia)
- 42,195 km di corsa (26 miglia e 385 iarde), corrispondente alla distanza di una maratona

## World Triathlon Series
La World Triathlon organizza i campionati mondiali di triathlon, dal 2009 sotto forma di World Triathlon Series, mentre prima venivano organizzati come evento unico annuale. Questi campionati prevedono la distanza del super lungo così come le altre distanze previste dal regolamento della federazione internazionale: sprint, olimpico e medio.

## Ironman Hawaii
Dal 1978 alle Hawaii si disputano, a cura della Ironman Inc., i campionati del mondo Ironman con cadenza annuale. Questi campionati non coincidono con i mondiali organizzati dalla World Triathlon, anche se come le altre gare del circuito Ironman sono regolarmente elencati nei calendari ufficiali delle federazioni di triathlon mondiale (World Triathlon), europea (ETU) e nazionale (per l'Italia la FITri).
Gli atleti possono accedervi partecipando ad una delle competizioni della serie previste nel mondo ed ottenendo una delle qualifiche messe in palio.
La gara inaugurale di KONA™ si è tenuta nel 1978 come un modo per sfidare gli atleti che avevano visto il successo nel nuoto di endurance e negli eventi di corsa. Judy e John Collins, coppia di marinai di Honolulu, hanno proposto di combinare le tre gare di resistenza più impegnative alle Hawaii: il Waikiki Roughwater Swim da 2,4 miglia, 112 miglia tra l'Around-O'ahu Bike Race e la maratona di Honolulu da 26,2 miglia in un unico evento. La gara fu vinta dallo statunitense Gordon Haller.
Il record della competizione è detenuto dal norvegese Gustav Iden che ha vinto l'Ironman Hawaii 2022, con un tempo di 7 ore 40 minuti e 24 secondi, mentre tra le donne è stato stabilito dall'elvetica Daniela Ryf nel 2018 con un tempo di 8 ore 26 minuti e 16 secondi.